# Nero Brandenburg
Horst Peter Paul „Nero“ Brandenburg (* 28. September 1941 in Berlin; † 20. August 2022) war ein deutscher Moderator, Journalist, Sänger und Entertainer.

## Leben
Nach seiner Ausbildung als Postbeamter arbeitete er seit 1962 als kaufmännischer Angestellter im Auftrag des Berliner Senats beim „Berliner Jugendclub e. V.“. Er war als Moderator, Disk-Jockey, Programmgestalter und Clubleiter in den Jugendclubs „dachluke“, „Jazz-Saloon-Berlin“, „Swing Point“ und „Sloopy“ tätig. Dabei wurde er entdeckt und zum Vorsprechen beim Berliner Rundfunksender RIAS eingeladen, wo er anschließend seit 1968 als freier Mitarbeiter beim RIAS-Jugendfunk und in dieser Funktion auch die Sendung „RIAS-Treffpunkt“ moderierte. Von 1980 bis 1993 war er beim RIAS fest angestellter Redakteur für den Bereich „Leichte Musik“ und Moderator mehrerer Sendungen, unter anderem für die von ihm ins Leben gerufene „RIAS-Schlagerparade“. Darüber hinaus moderierte er bei Radio Bremen von 1985 bis 1990 auch das „Hafenkonzert“. Von 1995 war er bis 2005 Moderator verschiedener Sendungen bei Berlin 88acht.
Sein größter Erfolg als Sänger war die Coverversion Dingeling des Liedes My Ding-A-Ling von Dave Bartholomew, das unter anderen auch von Chuck Berry nachgesungen wurde. Es folgten etwa 20 weitere Tonträger, darunter die Laubenpieper Polka über die Berliner Kleingartenkultur.
Seit 1995 trat er zusammen mit Bert Beel, Stefanie Simon und Herbert Götz in verschiedenen Musikrevuen auf.

## Radiosendungen
RIAS
- Beat um 5, Beat mit Nero, Nero für Nachtschwärmer
- RIAS-Treffpunkt, RIAS-Kaffeetafel, RIAS-Schlagerparade, Mit RIAS in die Ferien
- Memories, Memories, Swing tanzen verboten, Radiomarkt,
- RIAS-Schlagermarathon, Nightline, Wir begleiten sie durch die Nacht

SFB/rbb
- Aufgewacht mit 88acht, 1995–1999
- Die Deutsche Schlagerparade, 1997–2005

radio B2
- Neros Club (September 2011 – Dezember 2011)
- Nero am Mittag (seit Januar 2012)
- Evergreens à Go Go (ab 1. Juli 2012)

## Filmografie

### Spielfilme
Schauspieler
- 1972: Heute hau’n wir auf die Pauke
- 1973: Bademeister-Report (auch: Liebesgrüße aus dem Badehöschen)

### Fernsehsendungen
- 1972: ZDF Hitparade (Gaststar)
- 1987–1989: Sonntagskonzert auf Tournee (Moderator, ZDF)
- 1991: Guten Morgen Berlin (Moderator, RIAS-TV)
- 2009: Die 30 tollsten Berlin-Songs (Gaststar)

- Spielspaß (Moderator, Deutscher Fernsehfunk)
- Alles singt (Moderator, Deutscher Fernsehfunk)
- Casino 107 – Die Talkshow (Moderator, Deutscher Fernsehfunk)

## Auszeichnungen
- 1985: Goldene Stimmgabel
- 1988: Spidem-Ehrenplakette
- 2004: Ehrennadel des Journalistenverbands Berlin